# Bartlett-próba
A statisztikában a Bartlett-próba (lásd Snedecor és Cochran, 1989) segítségével eldönthetjük, hogy a minták egyenlő varianciájú populációkból származnak-e. Ha a populációk varianciája azonos, azt homoszkedaszticitásnak vagy homogenitásnak nevezzük. Néhány statisztikai próba, például a varianciaanalízis, azt feltételezi, hogy a vizsgált populációk varianciája azonos. A Bartlett-próba segítségével ez a feltételezés igazolható.
A Bartlett-próba során null- és alternatív hipotézist állítunk fel. E célból számos vizsgálati eljárást dolgoztak ki. Az átlagos négyzetes hiba (Mean Square Error = MSE) tesztelési módszere, illetve becslőfüggvények miatt érdemes a Bartlett-próbát használni. Ez a vizsgálati módszer azokat a statisztikai eseteket veszi alapul, amelyeknek mintavételi eloszlása megközelítőleg Khí-négyzet eloszlás k-1 szabadsági fokkal, ahol k az n1, n2... nk méretű véletlenszerű minták különböző varianciájú független normál populációkból származnak.
A Bartlett-próba érzékeny a normális eloszlástól való eltérésre. Vagyis ha a minták nem normális eloszlású populációkból származnak, akkor a Bartlett-próba csak a nem-normál eloszlás tesztelésére használható. A Levene-próba és a Brown-Forsythe-próba alternatívák lehetnek a Bartlett-próba helyett, mivel kevésbé érzékenyek a normalitástól való eltérésre.
A próba Maurice Stevenson Bartlettről kapta a nevét.

## Jellemzői
A Bartlett-próba nullhipotézise a következő, H0: minden k populáció varianciája egyenlő, míg az alternatív hipotézis szerint legalább két populáció varianciája eltér egymástól. 
Ha van k számú mintánk, melyek mérete ni és a minták varianciája {\displaystyle S_{i}^{2}}, akkor a Bartlett-próba egyenlete 
{\displaystyle \chi ^{2}={\frac {(N-k)\ln(S_{p}^{2})-\sum _{i=1}^{k}(n_{i}-1)\ln(S_{i}^{2})}{1+{\frac {1}{3(k-1)}}\left(\sum _{i=1}^{k}({\frac {1}{n_{i}-1}})-{\frac {1}{N-k}}\right)}}},
ahol {\displaystyle N=\sum _{i=1}^{k}n_{i}}
és  {\displaystyle S_{p}^{2}={\frac {1}{N-k}}\sum _{i}(n_{i}-1)S_{i}^{2}} az összesített becslése a varianciának. 
A próba egyenlete megközelítőleg {\displaystyle \chi _{k-1}^{2}} eloszlással rendelkezik. Így a null-hipotézist elvetjük ha {\displaystyle \chi ^{2}>\chi _{k-1,\alpha }^{2}} (ahol {\displaystyle \chi _{k-1,\alpha }^{2}} a felső vége a kritikus értéknek a  {\displaystyle \chi _{k-1}^{2}}eloszláskor.)
A Bartlett-próba egy módosított változata a kapcsolódó valószínűségi hányados próbának, mely feladata hogy jobban megbecsülje a {\displaystyle \chi _{k-1}^{2}} eloszlást (Bartlett, 1937).